# Neastacilla deducta
Neastacilla deducta is een pissebed uit de familie Arcturidae. De wetenschappelijke naam van de soort is voor het eerst geldig gepubliceerd in 1925 door Hale.